# Ponders End
Ponders End est un district du Borough londonien d'Enfield du north London adjacent par l'est au canal Lee Navigation (en) dans la Lea Valley (en). Il a une rue centrale commerçante, Hertford Road (en) et il est composé de parties du nord d'Edmonton et du sud de Enfield.
Il comprend le Wright's Flour Mill, le plus ancien bâtiment industriel subsistant du Borough londonien d'Enfield.

## Géographie
L'altitude varie de 21 à 13 mètres en descendant uniformément de ouest en est. Deux lignes de chemin de fer nord-sud délimitent les zones résidentielles de la zone, et l'est et l'ouest sont bornées par des domaines d’entreposage, à usage industriel et commercial, dont le secteur de Meridian Water abrite la gare très sous-utilisée de la voie ferrée Angel Road et fait l’objet de reconstruction majeure comprenant 5 000 logements et 3 000 nouveaux emplois et un large éventail d'installations communautaires.
Les lignes de chemin de fer sont :
- Lea Valley Lines desservant toutes les gares de Hertford East via the Southbury Loop.
- West Anglia Main Line ayant pour terminus Bishops Stortford

Ses limites nord et sud se trouvent sur Hertford Road aux pubs The Ride et The Boundary. 
Ses limites est-ouest vaguement définies s'agglutinent autour de Wharf Road à l'est et de la gare de Southbury ou de Kingsway à l'ouest.

## Étymologie
Ponders End apparaît en 1822 sur une carte de l'Ordnance Survey, service cartographique de l'État britannique. En 1593, il est écrit Ponders ende signifiant « la fin ou le quartier de la paroisse associée à la famille Ponder » tiré du Moyen anglais ende. John Ponder est cité dans un document de 1373 dont le nom signifierait « le gardien, l'habitant, l'étang à poisson ou l'étang à moulin ».

## Histoire
Au cours du 19e siècle, la zone devient industrielle, grâce à ses réseaux de routes rectilignes et de voies navigables, autour de la Lea Valley (en) notamment avec le canal de la River Lee Navigation. La première usine importante à s'installer est Grout, Baylis & Co, qui s'es créer d'abord à Norwich en 1807 où il produit de le crêpe, le tissu pour les vêtements de deuils. Ils ouvrent une usine de teinture et de finition à Ponders End deux ans plus tard. À la fin de l'époque victorienne, le crêpe est démodé et l'usine est fermée en 1894. Les bâtiments sont repris par la United Flexible Tubing Company.
En 1866, la London Jute Works Company crée une usine de navigation dans la zone désaffectée connu sous le nom de Spike Island. Une grande partie des nouveaux employés sont originaires de Dundee, le centre traditionnel de l'industrie de la fibre de jute en Écosse. L'usine de jute a fermé ses portes en 1882 pour être remplacée par l'usine d'Ediswan (en) de Joseph Swan en 1886. Au fil des ans, l’usine a été agrandie pour couvrir finalement 11,5 acres (4,7 ha), et employant de nombreuses personnes, notamment des filles, de la région. Ediswan fabrique des lampes électriques et l’usine est connue sous le nom de The Lamp. C'est dans cette usine qu'à partir de 1916, Ediswan fabrique les premiers postes radio à triode britanniques. Elle constitue ainsi le noyau de ce qui deviendra la zone industrielle de Brimsdown, où pendant des décennies va se concentrer la manufacture de triodes, de tube cathodiques, etc. Ainsi, le faubourg londonien d'Enfield devient l’un des hauts-lieux de l’industrie électronique britannique pendant la plus grande partie du XXe siècle. Ediswan a été absorbé à la fin des années 1920 par British Thomson-Houston.
Une usine de fabrication de céruse est construite en 1893 au sud de l’écluse de Ponder's End. Plus au sud de cette usine, l’usine de Cortecine fabrique des serpillières et des enduits de moquette. En 1906, plus de 2 000 personnes sont employées dans des usines locales. L'horticulture est une autre industrie majeure de la fin du 19e siècle. Les tomates et les concombres sont les principaux produits, mais des fleurs et des fruits sont également cultivés dans les nombreux vergers et serres situés au nord de la localité. Au cours de la Première Guerre mondiale, une immense fabrique de munitions, la Ponders End Shell Works, est construite à Wharf Road. Le bâtiment de l'usine a été vendu après la guerre. D'autres usines ont été construites dans les années 1930 à côté de la Great Cambridge Road nouvellement construite.
En 2009, il ne reste que très peu d'industrie et une grande partie de la région a cédé le pas à l'entreposage et à des zones résidentielles. Le fabricant de produits pharmaceutiques Aesica (anciennement Thomas Morson Ltd) a fermé son usine en 2011. Le Wright's Flour Mill est le plus vieil édifice industriel en activité de du quartier, certains de ses bâtiments ayant été construits au XVIIIe siècle.
Le 7 août 2011, Ponders End a été le théâtre d'émeutes par imitation de celles qui se sont propagées à partir de Tottenham (quartier) aux districts voisins.

## Dans la culture populaire
Le musicien Jah Wobble a été inspiré, par Lea Valley et Ponders End pour son album Mu, paru en 2005,.
Ponders End Allotments Club est la 2e piste de l'album de Chas and Dave (en) sorti en 1975 One Fing 'n' Annuver.

## Monuments historiques

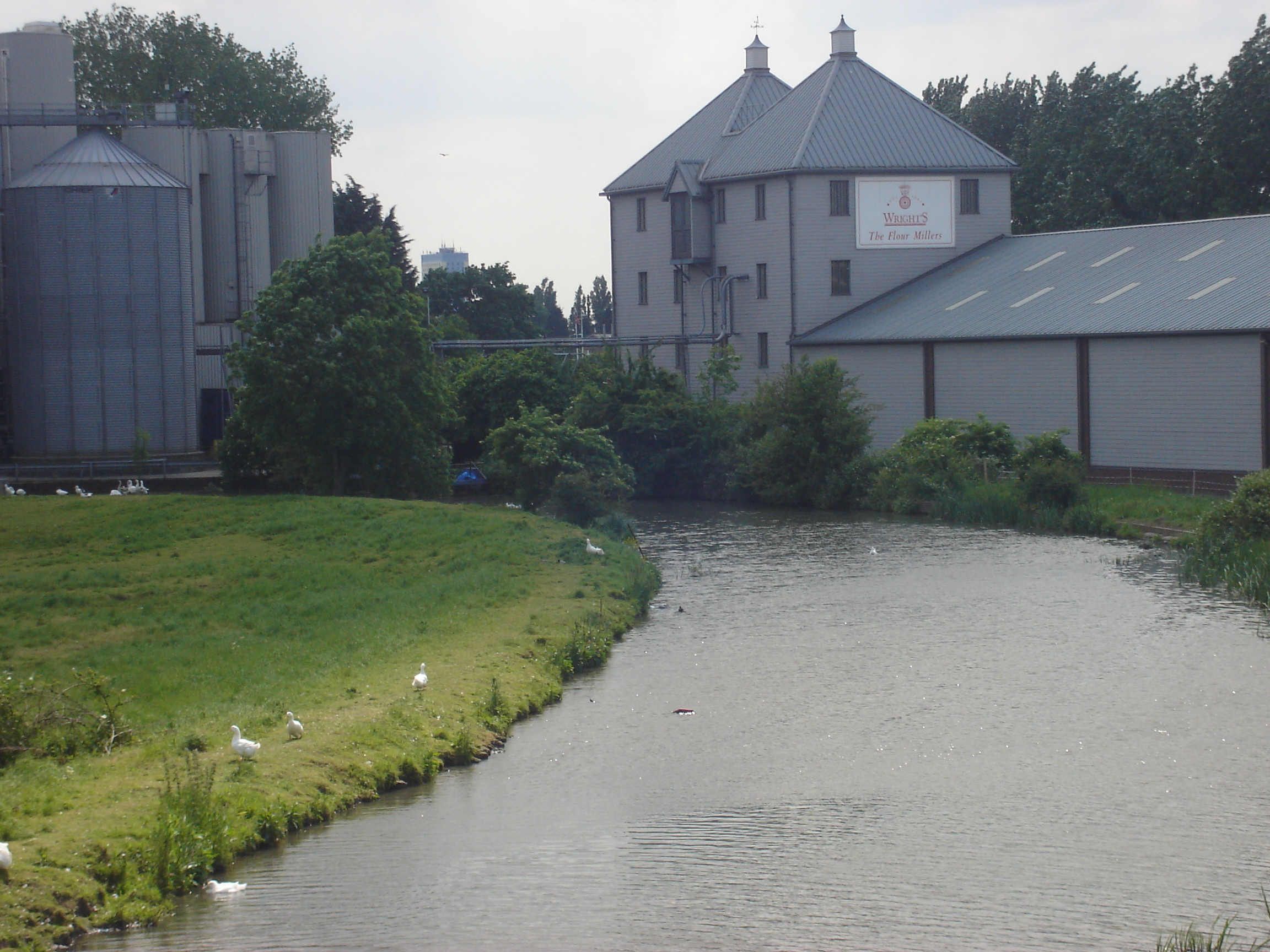
Wright's Flour Mill

- Wright's Flour Mill Le plus ancien bâtiment industriel d'Enfield.
- Ponders End Pumping Station. Construite en 1899 par la East London Waterworks Company[12]. En 1995 la construction en bois de colombage est converti en pub le Navigation un restaurant Harvester. Il est situé sur la rive ouest du canal Lee Navigation, et donne sur la digue gazonnée du King George V Reservoir et non loin de Ponder's End Lock[13].

## Lieux limitrophes
- Brimsdown
- Enfield Highway
- Edmonton (Londres)
- Enfield Town
- Bush Hill Park
- Chingford

## Cours d'eau
- River Lee Navigation

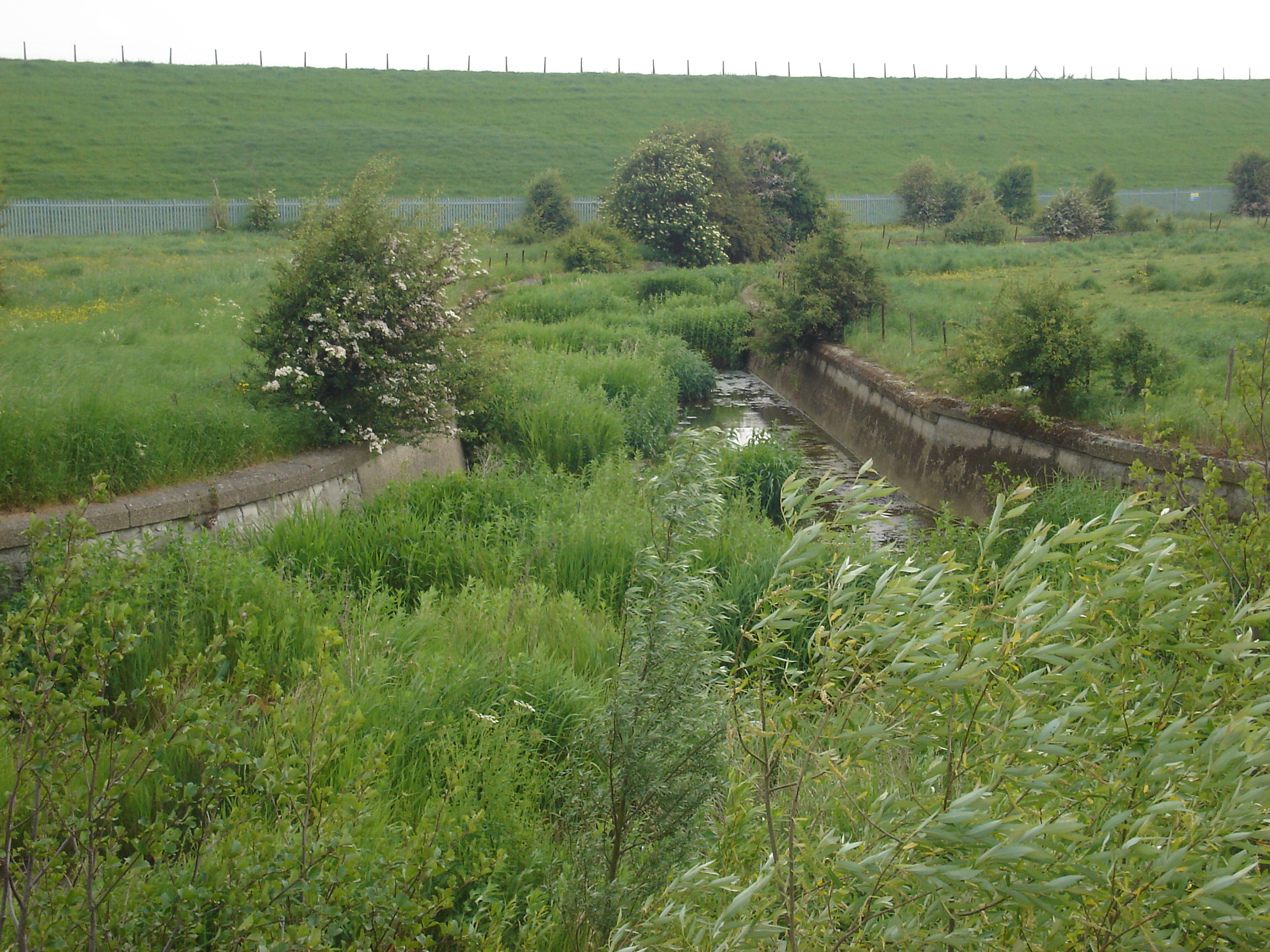
South Marsh, Overflow Channel et la digue engazonnée du King George V Reservoir

- The Overflow Channel est un canal d'environ 2 milles (3,2 km) de long. Il part de River Lee Navigation avant Ponders End Lock traverse South Marsh près de King George V Reservoir et suit le contour ouest du William Girling Reservoir pour se jeter dans la River Lee Diversion à Edmonton.

## Sport
- La pêche à la ligne est autorisée sur la River Lee Navigation en amont et en aval de Ponders End Lock. Information from the River Lea Anglers Club[14].

## Gares de chemin de fer
- Angel Road railway station
- Brimsdown railway station
- Edmonton Green railway station
- Ponders End railway station
- Southbury railway station

## Démographie
Le recensement de 2011 dénombre 15 664 habitants.

## Personnalités notables
- James et John Chambers explorateurs en Australie du sud avec John McDouall Stuart.
- John Hollowbread, footballeur
- Christopher Hughes, vainqueur de l'émission Mastermind en 1983
- Stephen Mangan, acteur
- Dave Peacock, musicien
- Norman Tebbit, politicien
- Chijindu Ujah, sprinter olympique.

## Journaux locaux
- Enfield Independent[16].
- Enfield Advertiser[17].

## Politique
Après le changement de limites en 2010 - Ponders End devient l'un des sept wards qui forme la circonscription d'Edmonton. Le député de la circonscription est Andy Love, Labour Co-op qui a eu 21665 votes (53.7%) aux Élections générales britanniques de 2010.

## Écoles
- Secondary schools: Oasis Academy Hadley et Heron Hall Academy
- Primary Schools: Kingfisher Hall Primary Academy, St Mary's RC Primary School, Alma Primary School, Southbury Primary School, St Matthew's CoE Primary School,
- Éducation spécialisées: Waverley School

## Enseignement supérieur
- Université du Middlesex, Enfield Campus (fermé)
- The College of Haringey, Enfield and North East London

## Lieux de culte
- Église St Matthew, Église d'Angleterre
- Église de Mary, Mother of God, Église catholique[18]
- Mosquée Jalalia Jamme[19]
- Lincoln Road Chapel, Lincoln Road[20].
- Ponders End Methodist Church, High Street.
- United Reformed Church, College Close, High Street[21].